# Ciolhîni, Iavoriv
Ciolhîni (în ucraineană Чолгині) este un sat în comuna Ternovîțea din raionul Iavoriv, regiunea Liov, Ucraina.

## Demografie
Componența lingvistică a localității Ciolhîni
     Ucraineană (99,3%)
     Alte limbi (0,7%)
Conform recensământului din 2001, majoritatea populației localității Ciolhîni era vorbitoare de ucraineană (99,3%), existând în minoritate și vorbitori de alte limbi.